# Арифметико-геометрическая прогрессия
Арифметико-геометрическая прогрессия (АГП) — последовательность чисел {\displaystyle u_{n}}, задаваемая рекуррентным соотношением {\displaystyle u_{n+1}=qu_{n}+d}, где {\displaystyle q} и {\displaystyle d} — константы.
Частными случаями арифметико-геометрической прогрессии являются арифметическая прогрессия (при {\displaystyle q=1}) и геометрическая прогрессия (при {\displaystyle d=0}).

### Примеры
1. Стационарная последовательность может быть задана следующим образом: {\displaystyle u_{1}=1,\;d=3,\;q=-2}, т. е. {\displaystyle \left\{u_{n}\right\}:\quad 1,\;1,\;1,\;1,\;1}.
2. Убывающая последовательность: {\displaystyle u_{1}=0,\;d=-5,\;q=3}, т. е. {\displaystyle \left\{u_{n}\right\}:\quad 0,\;-5,\;-20,\;-65,\;-200,\;-605,\;-1820}.
3. Возрастающая последовательность: {\displaystyle u_{1}={\dfrac {2}{3}},\;d=-1,\;q=3}, т. е. {\displaystyle \left\{u_{n}\right\}:\quad {\dfrac {2}{3}},\;1,\;2,\;5,\;14,\;41,\;122,\;365}.

## Формула для общего члена
Рассмотрим исходное соотношение: {\displaystyle u_{n+1}=qu_{n}+d} при {\displaystyle n=1,2,...}
Пусть в этом соотношении {\displaystyle q\neq 1} и {\displaystyle d\neq 0}. Прибавив к обеим частям выражение {\displaystyle {\dfrac {d}{q-1}}}, получаем
{\displaystyle u_{n+1}+{\dfrac {d}{q-1}}=q\left(u_{n}+{\dfrac {d}{q-1}}\right)}
{\displaystyle u_{n}+{\dfrac {d}{q-1}}=q\left(u_{n-1}+{\dfrac {d}{q-1}}\right)}
{\displaystyle \ldots }
{\displaystyle u_{3}+{\dfrac {d}{q-1}}=q\left(u_{2}+{\dfrac {d}{q-1}}\right)}
{\displaystyle u_{2}+{\dfrac {d}{q-1}}=q\left(u_{1}+{\dfrac {d}{q-1}}\right)}
Перемножив указанные равенства и сократив одинаковые сомножители (или подставив вместо скобок в правой части левую часть следующего по порядку уравнения), получим явную формулу члена арифметико-геометрической прогрессии:
{\displaystyle u_{n+1}=q^{n}(u_{1}+{\dfrac {d}{q-1}})-{\dfrac {d}{q-1}}}

## Свойства
- Арифметико-геометрическая прогрессия является возвратной последовательностью второго порядка и задаётся уравнением:

{\displaystyle u_{n+1}=(q+1)u_{n}-qu_{n-1}}
- Прогрессия {\displaystyle \left\{u_{n}\right\}} тогда и только тогда стационарна, когда {\displaystyle u_{n}={\dfrac {d}{1-q}}}, причём {\displaystyle q\neq 1} и {\displaystyle d\neq 0}.

- Разность {\displaystyle d} арифметико-геометрической прогрессии определяется по формуле

{\displaystyle d={\dfrac {u_{n}^{2}-u_{n-1}u_{n+1}}{u_{n}-u_{n-1}}}}
- Последовательность {\displaystyle a_{n}=u_{n+1}-u_{n}} является геометрической прогрессией с тем же знаменателем {\displaystyle q}.
- Знаменатель {\displaystyle q} находится по формуле: {\displaystyle q={\dfrac {u_{n+1}-u_{n}}{u_{n}-u_{n-1}}}}

### Теорема [о связи членов арифметико-геометрической прогрессии с её характеристиками]
{\displaystyle u_{n}u_{n+1}-u_{n-1}u_{n+2}=d\cdot q^{n-k+1}\cdot \left(u_{k}-u_{k-2}\right)}

### Обобщённая теорема
Если {\displaystyle k+l=n+m}, то {\displaystyle \forall \phi ,\,\forall \psi \in \mathbb {N} } выполняется равенство {\displaystyle u_{k}u_{l}-u_{n}u_{m}=d\cdot q^{\left[{\frac {k+l-1}{2}}-{\frac {\phi +\psi }{2}}\right]}\cdot \left(u_{\phi }-u_{\psi }\right)}

- Последовательность частичных сумм членов арифметико-геометрической прогрессии является возвратной последовательностью третьего порядка и задаётся уравнением:

{\displaystyle S_{n+1}=(q+2)S_{n}-(2q+1)S_{n-1}+qS_{n-2}}
- Если последовательность частичных сумм является арифметико-геометрической прогрессией, то сама последовательность является геометрической прогрессией.

### Тождество арифметико-геометрической прогрессии
Пусть {\displaystyle u_{k},u_{l},u_{m}} — соответственно {\displaystyle k}-й, {\displaystyle l}-й, {\displaystyle m}-й члены арифметико-геометрической прогрессии со знаменателем {\displaystyle q}, где {\displaystyle k,\,l,\,m\in \mathbb {N} }. Тогда для всякой такой тройки выполняется комплементарное свойство арифметико-геометрической прогрессии, называемое тождеством арифметико-геометрической прогрессии: {\displaystyle {\text{I  вариант записи:}}\quad \left(q^{k}-q^{l}\right)u_{m}+\left(q^{m}-q^{k}\right)u_{l}+\left(q^{l}-q^{m}\right)u_{k}=0.}{\displaystyle {\text{II  вариант записи:}}\quad \left(u_{k}-u_{l}\right)q^{m}+\left(u_{m}-u_{k}\right)q^{l}+\left(u_{l}-u_{m}\right)q^{k}=0.}